# 購物的干預
《購物的干預》（韓語：쇼핑의 참견），為韓國KBS Joy電視台於2019年推出的綜藝節目，由李尚敏、閔庚勳、黃光熙、宋海娜、智淑等人共同主持，節目主軸為觀眾們提出實用建議的購物指導脫口秀節目。

## 外部連結
- 官方網站 （页面存档备份，存于）